# Kiyotaka Matsui
Kiyotaka Matsui, född 4 januari 1961 i Osaka prefektur, Japan, är en japansk tidigare fotbollsspelare.